# Індепенденсія (стадіон)
Стадіон Раймундо Сампайо (порт. Estádio Raimundo Sampaio), більш відомий як Індепенденсія — футбольний стадіон, розташований в місті Белу-Оризонті, штат Мінас-Жерайс в Бразилії.
Стадіон був побудований до чемпіонату світу 1950 року, що проходив у Бразилії. Спочатку місткість стадіону становила 30 000 глядачів, але згодом кількість місць скорочено до 23 000 . Власником стадіону є клуб « Америка Мінейро», який проводить тут свої домашні матчі.
Попереднім власником був нині неіснуючий клуб «Сете де Сетембро» (порт. Sete de Setembro, дослівно — 7 вересня), названий на честь Дня незалежності Бразилії . Саме тому стадіон зазвичай називають Індепенденсія (порт. Independência — незалежність). Свою офіційну назву стадіон отримав як пошану до одного з президентів «Сете де Сетембро».

## Історія

### Чемпіонат світу 1950 року
Будівництво арени було розпочато в 1947 році і завершилося незадовго до початку чемпіонату світу 1950 року . Відкриття стадіону відбулося 25 червня 1950 року, і цього ж дня було зіграно перший матч — у групі А: Югославія зустрічалася зі Швейцарією. Крім цієї гри в рамках світової першості на Індепенденсії було зіграно ще дві зустрічі: США — Англія (Група B), що завершилася несподіваною перемогою американців над родоначальниками футболу і звана в ЗМІ Зеброю, а також Уругвай — Болівія (Група D). якій майбутні чемпіони розгромили суперників 8:0
| 25 червня 1950 | Югославія                           | 3:0 (0:0) | Швейцарія | Індепенденсія, Белу-Оризонті          |  |
| 18:00 (UTC-3)  | Митич 59' Томашевич 70' Огнянов 84' | звіт      |           | Глядачі: 7336 Суддя: Джованні Галеаті |  |
|                |                                     |           |           |                                       |  |

| 29 червня 1950 | США         | 1:0 (1:0) | Англія | Індепенденсія, Белу-Оризонті            |  |
| 18:00 (UTC-3)  | Гатьєнс 38' | звіт      |        | Глядачі: 10151 Суддя: Дженерозо Датілло |  |
|                |             |           |        |                                         |  |

| 2 липня 1950 18:00 (UTC-3)                                            | \| Уругвай \| 8:0 (4:0) звіт \| Болівія \| \| Мігес 38', 40', 51' Відаль 18' Скьяффіно 23', 54' Перес 83' Гіджа 87' \| Голи \| \| | Індепенденсія, Белу-Оризонті Глядачів: 5 284 Арбітр: Джордж Рідер |
| Уругвай                                                               | 8:0 (4:0) звіт | Болівія                                                           |
| Мігес 38', 40', 51' Відаль 18' Скьяффіно 23', 54' Перес 83' Гіджа 87' | Голи |                                                                   |

### Америка Мінейру

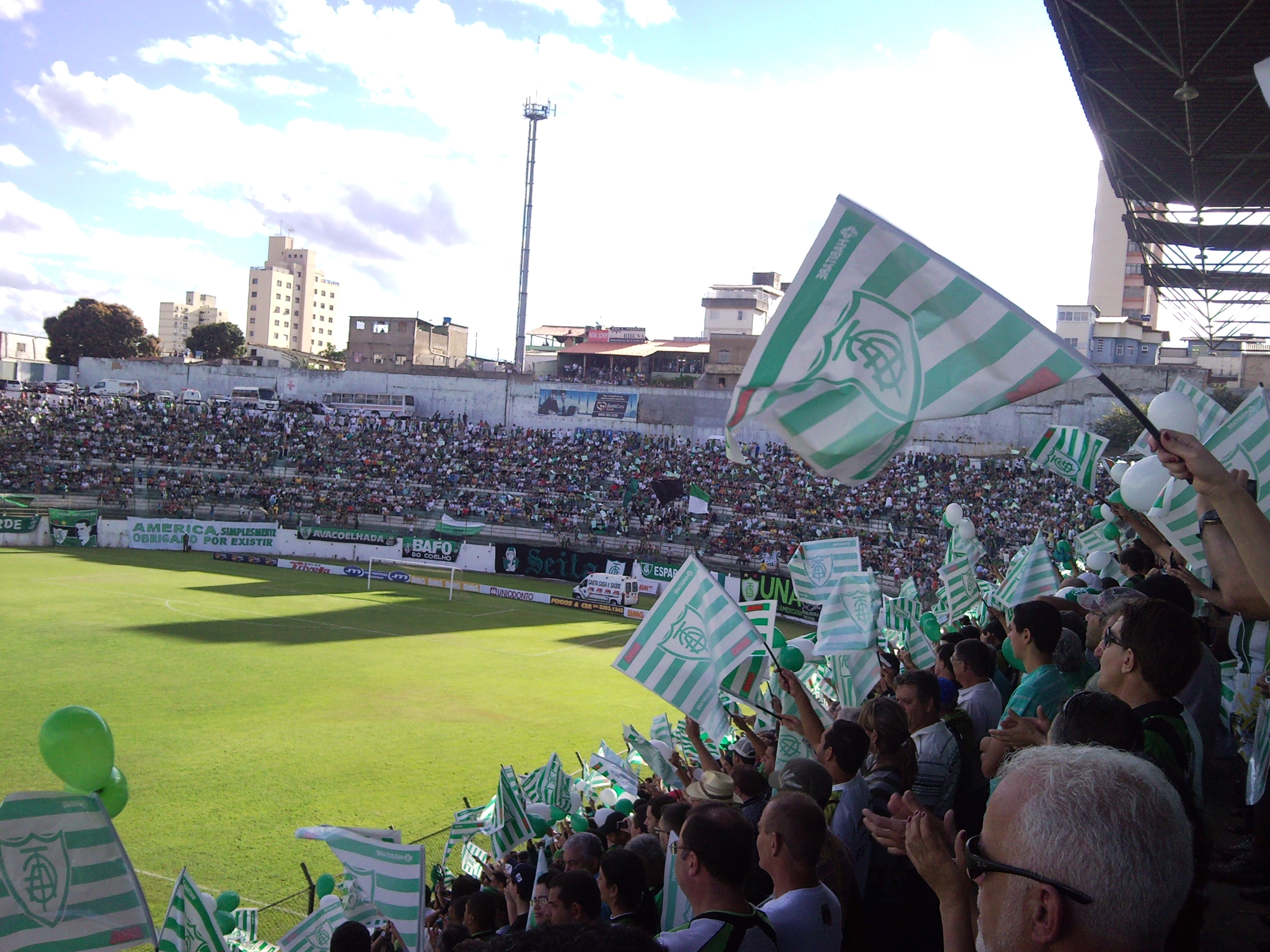
Уболівальники клубу «Америка Мінейру» на Індепенденсії

Спочатку після відкриття стадіон належав уряду штату Мінас-Жерайс, але потім перейшов у власність клубу «Сете де Сетембро» у вересні 1965 року після відкриття Мінейрао . У 1989 році клуб «Америка Мінейру» взяв Індепенденсію в довгострокову оренду на 30 років. Саме на цій арені клуб виграв бразильську серію Б у 1997 році у жорсткому суперництві з « Вілла Нова». При цьому фінальний матч проти « Наутіко» зібрав на стадіоні 18 900 шанувальників «Америки». Граючи домашні матчі на Індепенденсії, 2009 року клуб переміг у серії C.
У 1999 році разом з клубом « Атлетіку Мінейро» «Америка» побудували на стадіоні додаткову трибуну з металоконструкцій, внаслідок чого стадіон почав уміщувати до 30 000 глядачів. Також встановили електронне табло. Але через те, що споруда була небезпечною, згодом її довелося демонтувати.
Рекорд відвідуваності був зафіксований у матчі між збірними Мінейри та Гуанабари, що відбувся 27 січня 1963 року в рамках Чемпіонату Бразилії. На цій зустрічі були присутні 32 721 глядачів.

## Реконструкція

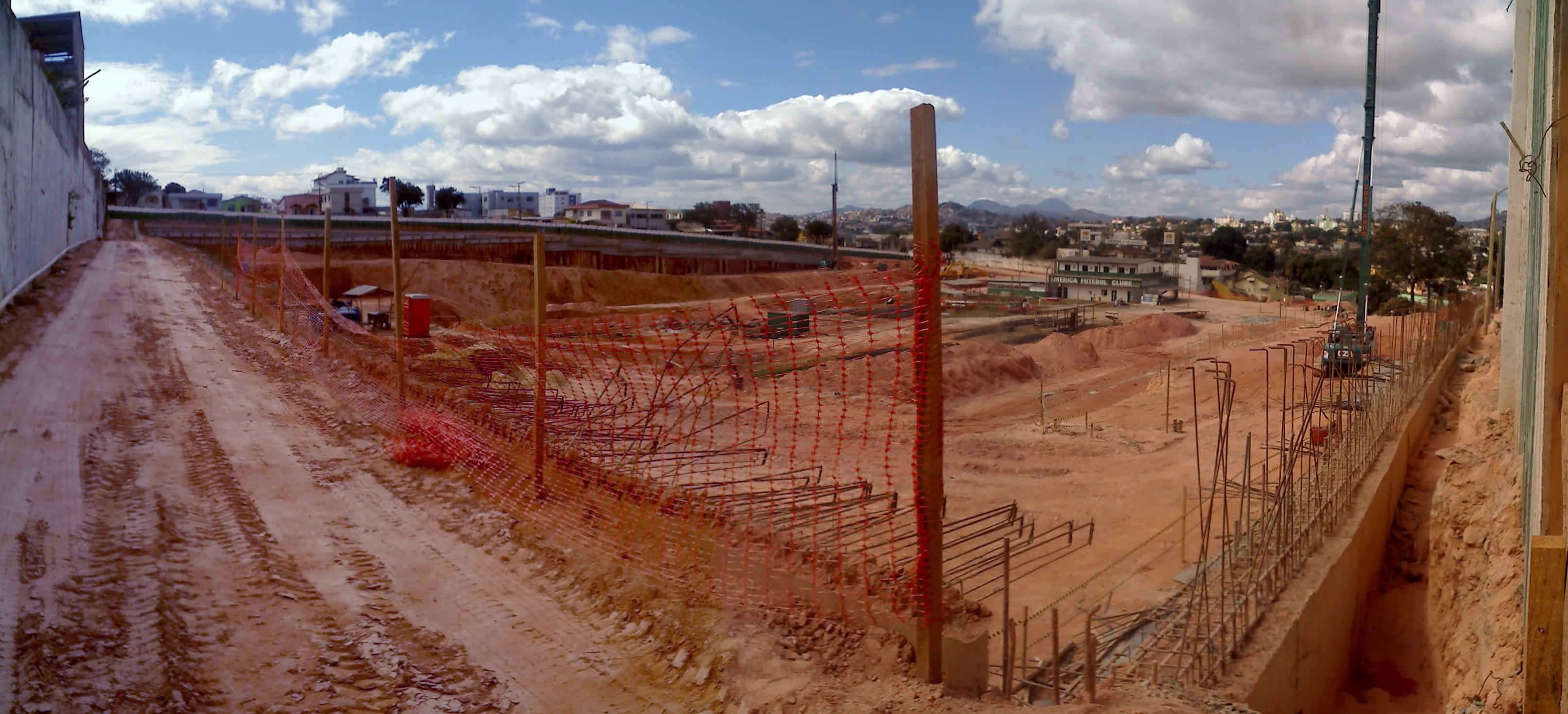
Реконструкція стадіону Індепенденсія (липень 2010 року)

У грудні 2008 року уряд штату Мінас-Жерайс оголосив про реконструкцію стадіону. Початкові капіталовкладення планувалися в розмірі $ 13 млн з місцевого бюджету і $ 31 млн від уряду Бразилії . У серпні 2009 року рада з довкілля Белу-Оризонті схвалила проведення будівельно-ремонтних робіт .
Основні роботи з реконструкції розпочалися лише 22 січня 2010 року. Стадіон був повністю демонтований, включаючи усі підтрибунні приміщення . Спочатку планувалися закінчити реконструкцію до 21 вересня 2010 року, але згодом терміни завершення капітального ремонту були перенесені на березень 2011 року, а потім ще на червень того ж року. При цьому витрати на проведення робіт зросли до $70 млн.
Під час реконструкції стадіону всі три команди Белу-Оризонті грали на арені до Жакаре, розташованій у сусідньому місті Сет-Лагоас. У 2012 році реконструкція була завершена, і «Америка Мінейру» повернулася на свою домашню арену, яка також використовується для проведення ігор «Атлетіку Мінейру».

## Галерея

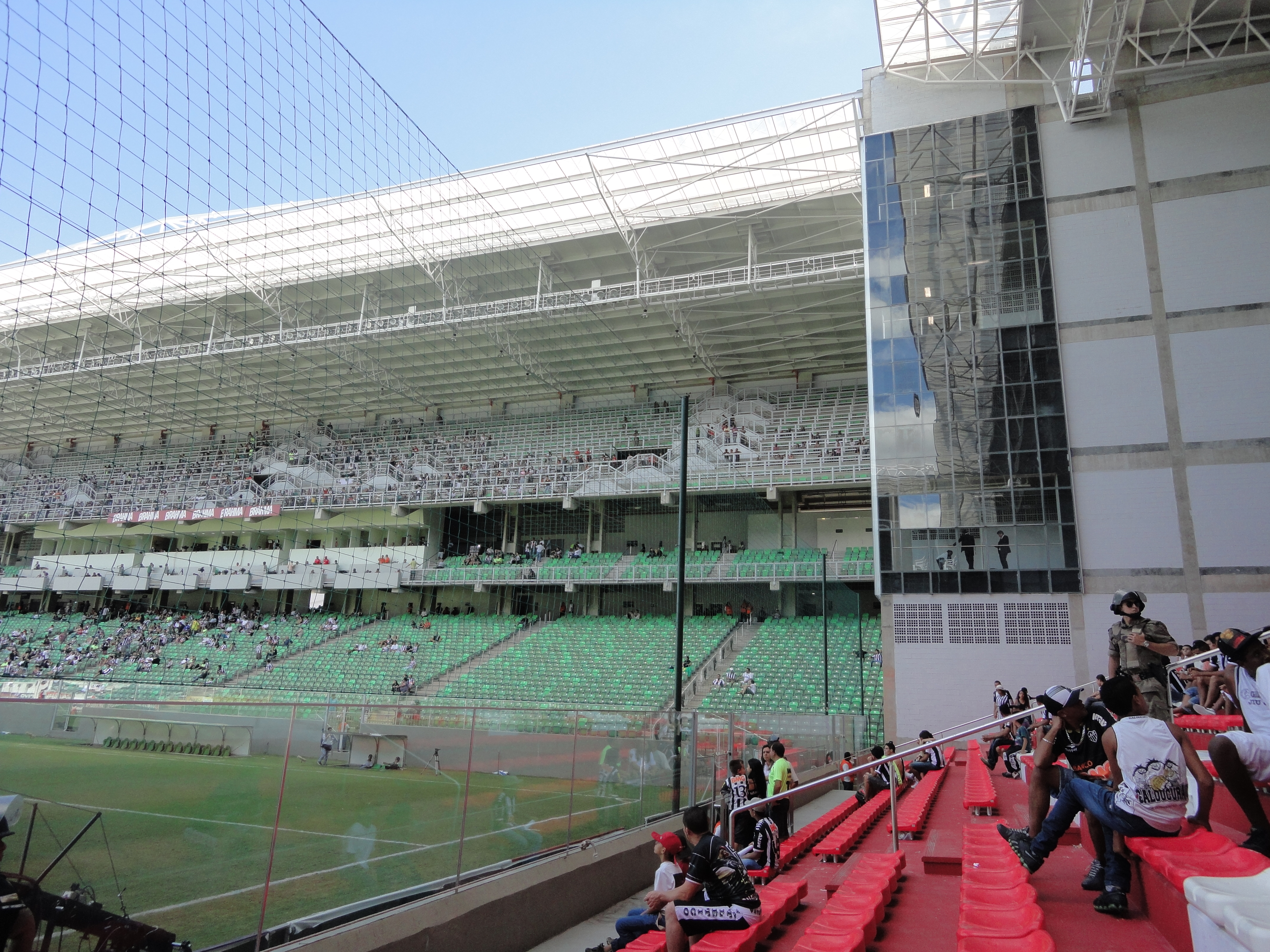
Стадіон після реконструкції в листопаді 2012 року
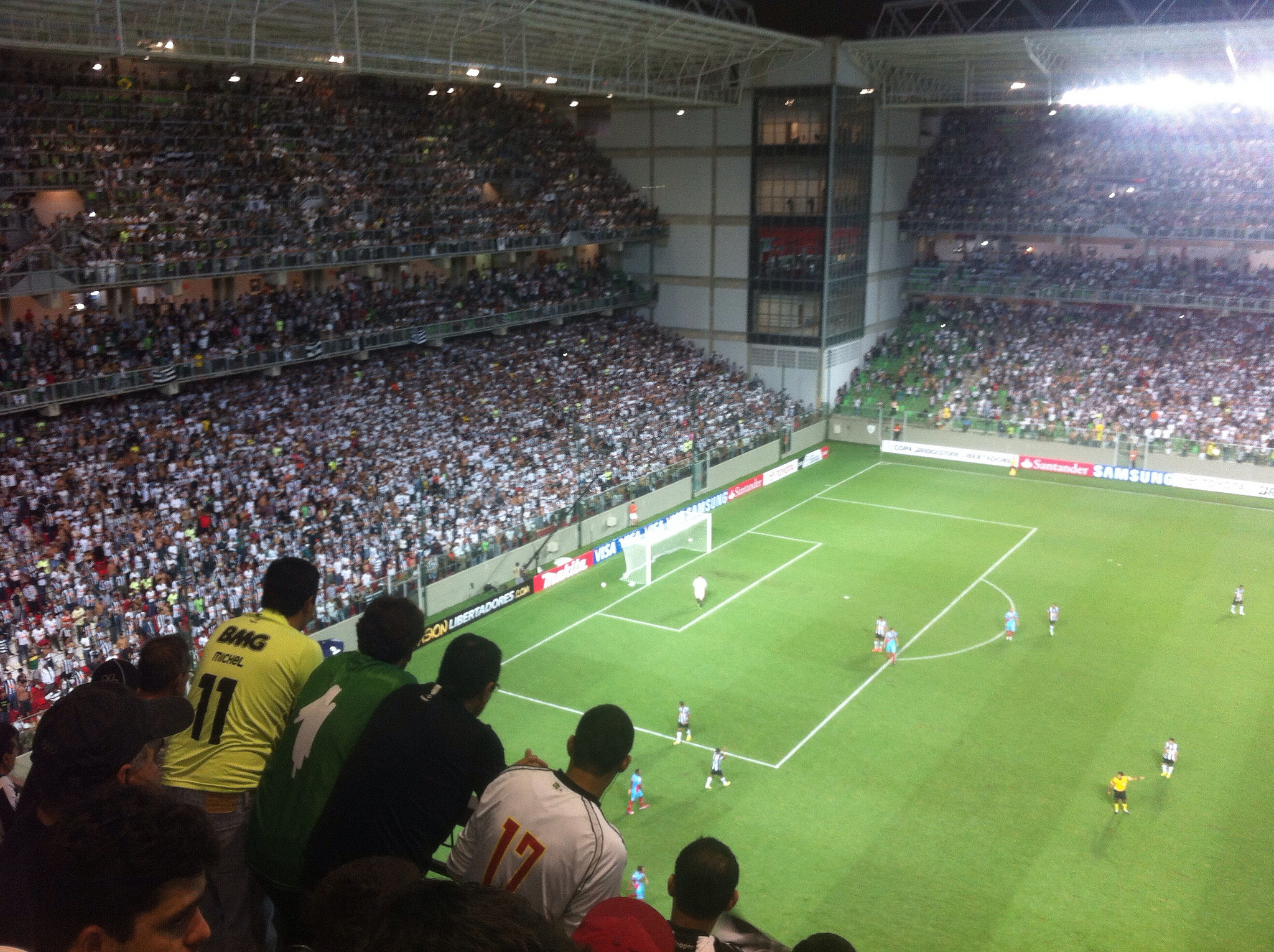
Гра Атлетіку Мінейру та Арсенала з міста Саранді під час розішграшу Кубка Лібертадорес 2013